# جائو ییخوان
جائو ییخوان (انگلیسی: Zhao Yihuan؛ زادهٔ ۲۹ اکتبر ۱۹۸۷) هنرپیشه تلویزیون و مدل اهل کشور چین است. وی علاه بر بازیگری، ام سی نیز بوده است. از فیلم‌هایی که این بازیگر تاکون در آنها ظاهر شده می‌توان به ۷۰۸۰۹۰ اشاره کرد.